# The Boxers

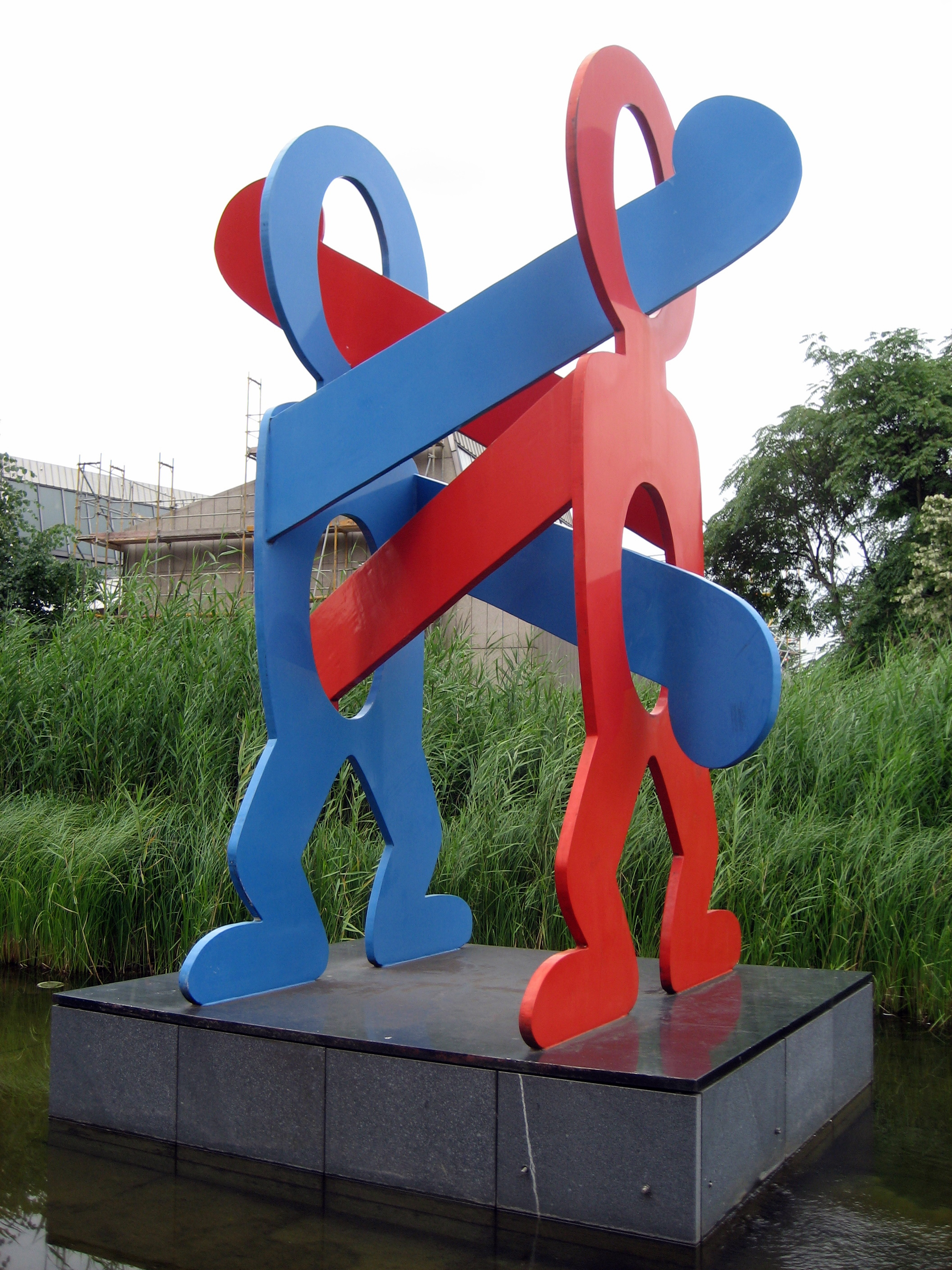
„The Boxers“

The Boxers (Die Boxer) ist eine Stahl- und Lackskulptur des US-amerikanischen Künstlers Keith Haring aus dem Jahr 1987, die in Berlin am Potsdamer Platz installiert wurde. Sie ist Teil der 1977 eingerichteten Daimler Art Collection.